# 牛岗乡
牛岗乡，是中华人民共和国河北省保定市易县下辖的一个乡镇级行政单位。

## 行政区划
牛岗乡下辖以下地区：
骆驼峪村、黄路元村、东苇场村、柳树片村、皮岗村、牛岗村、碾子台村、大元村、台底村和座山台村。